# Meeldraadbrand
De meeldraadbrand (Microbotryum violaceum) is een schimmel die behoort tot de familie Microbotryaceae. Deze biotrofe parasiet komt voor op verschillende soorten uit de Anjerfamilie (Caryophyllaceae). Het laat helmknoppen zwellen en na openbarsten geven ze een bruinviolette sporenmassa vrij.

## Kenmerken
Microbotryum violaceum is een microscopisch kleine schimmel die planten uit de anjerfamilie aanvalt. Het valt alleen hun bloemen aan. In geïnfecteerde bloemen worden teliosporen van deze schimmel geproduceerd in plaats van stuifmeel. Het doodt de waardplant niet, het steriliseert het alleen. Als vrouwelijke tweehuizige waardplanten zijn geïnfecteerd, verwijdert de ziekteverwekker hun naevus en in plaats daarvan produceert de plant helmknoppen gevuld met sporen van de schimmel. Het zijn teliosporen die worden overgedragen door dezelfde insecten die de bloemen bestuiven. Wanneer de diploïde teliosporen van M. violaceum ontkiemen, ondergaan ze meiose en geven aanleiding tot vier haploïde cellen. Gewoonlijk vormen drie cellen een pre-mycelium dat aanvankelijk is gehecht aan de teliospore die de vierde haploïde cel bevat. Elke pre-myceliumcel kan ook uitlopen om haploïde sporidia te vormen. Conjugatie is een voorwaarde voor de vorming van infectieuze dikaryotische hyfen die nieuwe planten binnendringen, en daarom is seksuele fusie vereist voor overleving van schimmels.
De schimmel is meerjarig. Het overwintert in de meristeemweefsels van zijn waardplant. In het volgende jaar wordt de plant systemisch aangetast, zodat deze alleen zieke bloemen produceert. Geïnfecteerde planten gedijen in de volgende jaren goed maar zijn steriel, wat parasitaire castratie wordt genoemd. Herstel van de ziekte is zeldzaam.

## Economische schade
Er zijn geen landbouwgewassen in de anjerfamilie, vandaar dat de schimmel geen economisch belang heeft en niet wordt bestreden. Alleen bij de teelt van sommige sierplanten veroorzaakt het enige verliezen. Deze schimmel is echter van groot belang voor wetenschappers. Het is een erkend model van de evolutie van waardplant-pathogeen-interacties, schimmelgenetica, mechanismen van ras-differentiatie afhankelijk van de waardplantsoort en mechanismen van waardplantveranderingen.

## Waardplanten
- Dianthus caryophyllus (Tuinanjer)
- Dianthus monspessulanus
- Dianthus spiculifolius
- Dianthus superbus (Prachtanjer)
- Gypsophila repens (Kruipend gipskruid)
- Petrorhagia saxifraga
- Saponaria lutea
- Saponaria ocymoides (Muurzeepkruid)
- Saponaria officinalis (Zeepkruid)
- Saponaria pumilio
- Silene acaulis (Stengelloze silene)
- Silene alba
- Silene baccifera (Besanjelier)
- Silene boryi
- Silene bupleuroides
- Silene chlorantha
- Silene ciliata
- Silene conica (Kegelsilene)
- Silene dioica (Dagkoekoeksbloem)[1]
- Silene dichotoma (Gaffelsilene)
- Silene flos-cuculi (Echte koekoeksbloem)
- Silene italica
- Silene legionensis
- Silene nivalis
- Silene nutans (Nachtsilene)
- Silene paradoxa
- Silene pusilla
- Silene radicosa
- Silene rupestris
- Silene saxifraga

## Taxonomie
Dit taxon werd voor het eerst gediagnosticeerd in 1797 door Christiaan Hendrik Persoon, die het Uredo violacea noemde. De huidige naam, erkend door Index Fungorum, werd er in 1982 aan gegeven door Günther Deml en Franz Oberwinkler, waardoor het werd overgedragen aan het geslacht Microbotryum.